# Vârful Măgura, Munții Cindrel
Vârful Măgura (în germană Götzenberg, în traducere „Dealul Idolilor”), cu o altitudine de 1304 m, este un vârf din Masivul Cindrel, grupare montană ce aparține Carpaților Meridionali.

## Accesibilitate
Din Cisnădie pe marcajul cruce roșie pe Cărarea Vânătorului sau cruce albastră prin Poiana Porcilor.